# تیویتی هلث
تیویتی هلث (انگلیسی: Tivity Health) شرکت مراقبت سلامت آمریکایی است، که در سال ۱۹۸۱ تأسیس شد.